# Cappella Aulla

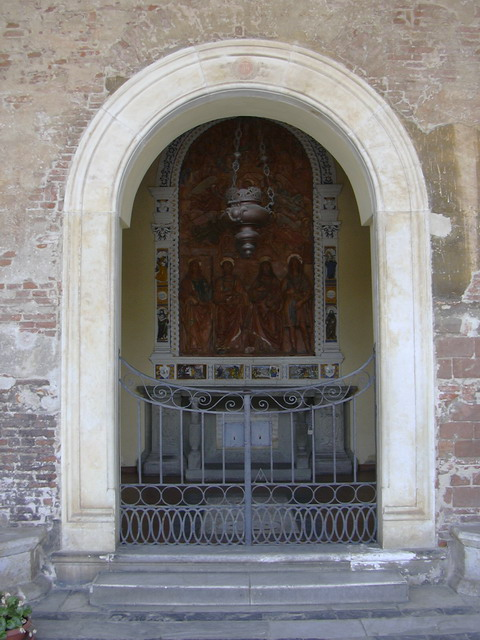
Veduta esterna

La cappella Aulla appartiene al camposanto monumentale di Pisa.
È situata lungo la parete nord, sul lato destro, ed è in diretta concomitanza con il vecchio ingresso (sito sul lato sud), attualmente chiuso.
Degni di nota il dossale d'altare rappresentante l'Assunta tra santi e Profeti di Giovanni della Robbia del 1518. Il contratto prevedeva che venisse realizzata "in terra cocta ismaltata et invetriata et adornata ad oleum... auro brunito et a mordente". Originariamente nella chiesa di San Marco in Calcesana e poi in San Silvestro, fu infine sistemato nell'attuale collocazione.
Dal soffitto della cappella pende una lampada un tempo situata in cattedrale che la leggenda vuole abbia ispirato a Galileo Galilei la teoria sull'isocronismo del pendolo, dopo che la vide oscillare.
La cappella, chiusa da un cancelletto, comunica sulla sinistra con la cappella Ammannati tramite una saletta attualmente chiusa, e sulla destra con l'uscita posteriore, chiusa al pubblico.

## Altre immagini

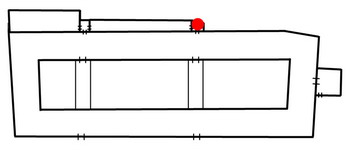
Collocazione della cappella Aulla nel Camposanto
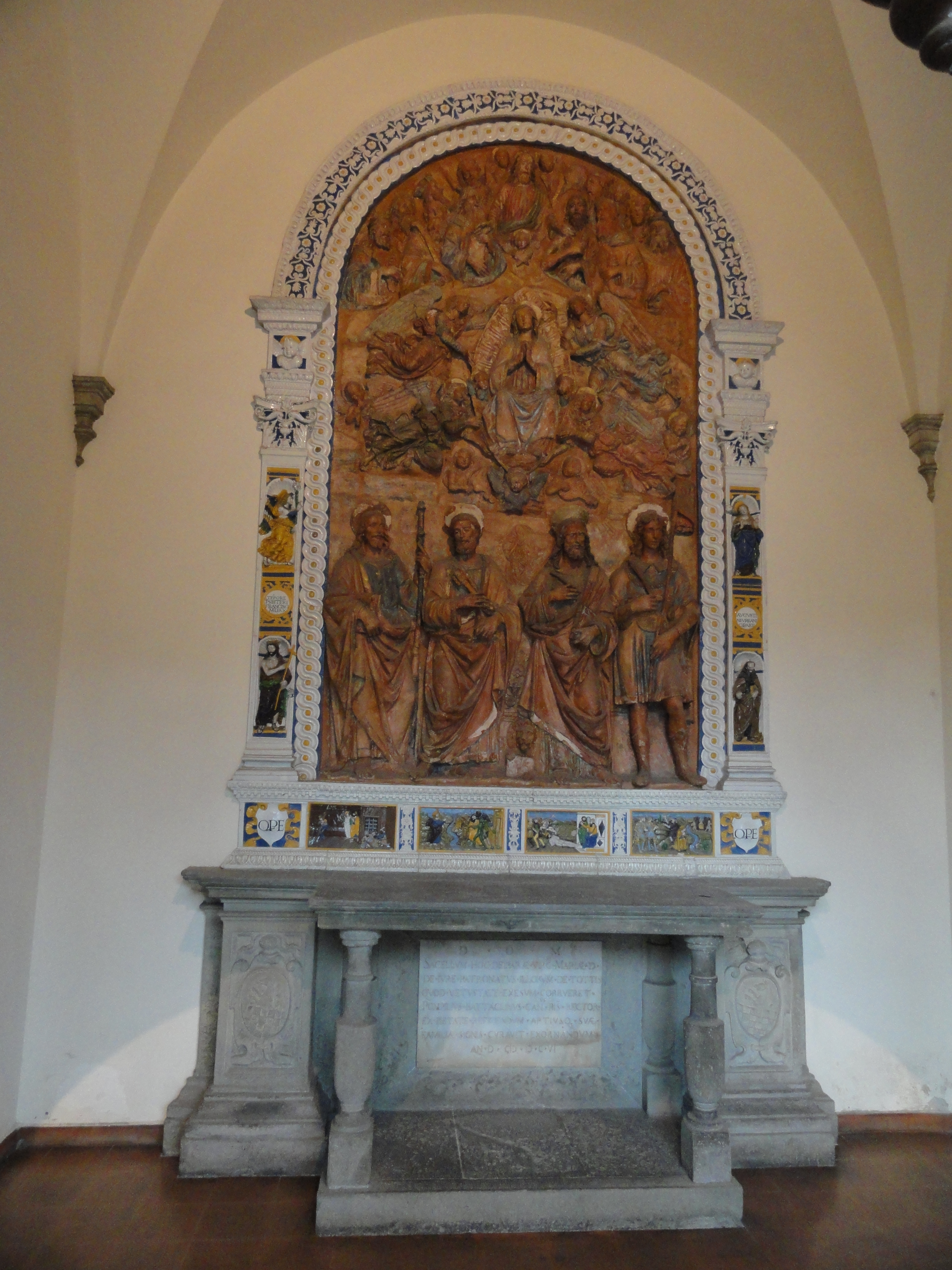
Tabernacolo di Giovanni della Robbia
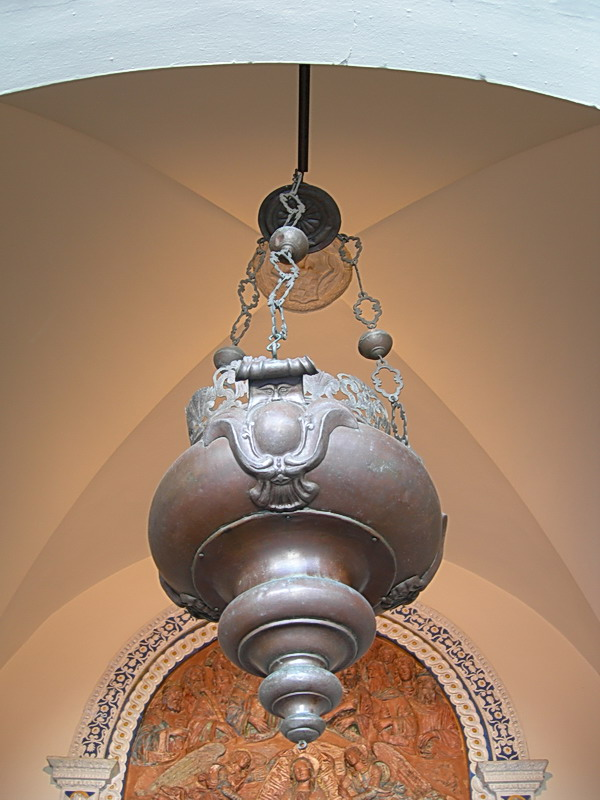
L'originale lampada di Galileo